# Остерегайтесь жалости
«Остерегайтесь жалости» — британский фильм 1946 года режиссёра Мориса Элви по роману Стефана Цвейга «Нетерпение сердца».

## В ролях
- Лилли Пальмер — Эдит фон Кекешфальва
- Альберт Ливен — Антон Марек
- Седрик Хардвик — доктор Альберт Кондор
- Глэдис Купер — миссис Клара Кондор
- Линден Треверс — Илона Домански, подруга Эдит
- Эрнест Тесиджер — барон Эмиль фон Кекешфальва
- Эмрис Джонс — лейтенант Йожи Молнар, друг Антона
- Ральф Труман — майор Сэндор Балинкай
- Энтони Доусон — лейтенант Бланник
- Фриц Вендхаузен — Йозеф, слуга в доме борона
- Джон Салью — полковник Франц Бубенчик

## Критика
Во время выхода фильм не имел большого успеха ни у критиков, ни у зрителей. Критик «Нью-Йорк Таймс» Босли Краузер назвал фильм скучным. Фильм заслужил характеристику меланхолической мелодрамы. Франсуа Трюффо с сарказмом писал, что фильм иллюстрирует, как выражение «английское кино» является противоречием в терминах.
Плохой приём фильма приостановил карьеру режиссёра Морис Элви, ранее снимавшего по несколько фильмов в год, он следующие пять лет отошёл от кино, при этом, он всё-равно считал фильм своей лучшей работой, и как отмечается, на которую «потратил немало любовных усилий» и сам очень восхищался.
Спустя время, однако, историки кино заметили достоинства фильма: журнал «Film Review» указал, что в художественно плане это был успех, а Роберт Мёрфи из Британского института кино писал, что этот крупнобюджетный фильм достоин рассмотрения, отмечалось, что это, возможно, лучший фильм режиссёра. Леонард Малтин назвал картину «сентиментальной, но эффектной».
Отмечалась сложность экранизации романа: его содержание сложно «показать», при том, что его фабула укладывается в пятнадцать минут экранного времени:

Чувствительный Роман Стефана Цвейга «Нетерпение сердца» содержал ряд ловушек для неосторожного режиссера, и Морису Элви не совсем удалось их избежать.
Некоторые колеблются, прежде чем утверждать, что фильм иногда скучен и очень часто медлителен, потому что сюжет стоит того, и игра актёров была исключительно хороша. Возможно, лучшие исполнения были у сэра Седрика Хардвика в роли грубоватого доктора и Глэдис Купер в роли его слепой жены, но и у Лилли Палмер в роли калеки, и у Альберта Ливена в роли её любовника, были хорошие моменты. Выступление мисс Палмер, по сути, было очень трогательным, чего нельзя было сказать о фильме в целом, который, хотя и был задумчивым, доброжелательным и взрослым произведением, просто не был выдающимся.
Оригинальный текст (англ.)The sensitive Stefan Zweig novel "Beware of Pity" contained a number of pitfalls for the unwary film director, and Maurice Elvey did not altogether manage to avoid them. 

One hesitated before asserting that Beware Of Pity was occasionally dull and very often slow, for the theme was worth-while, and the acting was exceptionally good. Perhaps the best performances were by Sir Cedric Hardwicke as the gruff doctor and Gladys Cooper as his blind wife, but both Lilli Palmer as the crippled girl and Albert Lieven as her lover, had some good moments. Miss Palmer's performance, in fact, was most moving, which was more than one could say for the film as a whole, which, though a thoughtful, well-meaning and adult work, just failed to be outstanding.
— Peter Noble - The British Film Yearbook. - British Yearbooks, 1947

Однако, хотя фильм бесконечно уступает «Письму незнакомки» (снятому два года спустя Максом Офюльсом), он не лишён своего мрачного очарования. Лилли Палмер трогательно уязвима, как баронесса-инвалид, чье счастье с армейским офицером Альбертом Ливеном оказывается под угрозой, когда она обнаруживает истинную причину его внимания. Научившись своему ремеслу в эпоху безмолвия, режиссёр Морис Элви не может удержаться от переигрывания мелодрамы, но актерский состав — особенно доктор Седрик Хардвик и его слепая жена Глэдис Купер — делают всё как нужно.
Оригинальный текст (англ.)However, while this one is infinitely inferior to Letter from an Unknown Woman (made two years later by Max Ophüls), it's not without its dark fascination. Lilli Palmer is touchingly vulnerable as the disabled baroness whose happiness with army officer Albert Lieven is jeopardised when she discovers the real motive for his attentions. Having learnt his trade in the silent era, director Maurice Elvey can't resist overplaying the melodrama, but the cast - particularly doctor Cedric Hardwicke and his blind wife, Gladys Cooper - keeps things on track.
— Radio Times
Сью Харпер, историк культуры, почётный профессор истории кино в Университете Портсмута — специалист по британскому кинематографу из Британского института кино, неуспех фильма у зрителя и критики видела в том, что основанная на романе Стефана Цвейга картина имела «значительные культурные претензии», а пессимистичный сюжет фильма о девушке-калеке которая влюбляется в бесчувственного насмешника — «очень печальный»:

Тема этой истории уходит корнями в очень человеческие недостатки. Разве мы все не поймали себя на этом? Пробуждать ложные надежды и говорить чистую ложь? Положение, которое таким образом предлагалось мужской аудитории, испытать неловкую стыдливость, а женщинам — только беспомощное страдание. Поэтому, хотя фильм и снят на блестящем уровне, и хорошо демонстрировал свой Цвейговский источник, никому он не нравился, кроме русских, чьему мрачному национальному характеру он, возможно, подходил.
Оригинальный текст (англ.)There was clearly some mismatch between the producer's and the audience's taste. Beware of Pity, for example, has considerable cultural pretensions. It is based on a Stefan Zweig novel, and the script gives ample hints of the producer's intentions. The dialogue is 'deliberately written in a stylised manner', so as to redeploy Zweig's own florid words and to 'add to the grace and sense of period The decor should be 'a little larger than life, florid, very rococo', with a huge number of sets which would 'enable us to have some spectacular riding and drilling on horseback.' 

But the narrative deals with a crippled girl who falls hopelessly in love with an insensitive chuckle-head, and the film is profoundly depressing. The publicity material suggests why: 'The theme of this story goes down to the roots of a very human  failing. Haven't we all caught ourselves rousing false hopes and telling white lies?' The position thus offered to the male audience was one of shamefaced clumsiness, and to women only helpless misery.

So although the film had a quality gloss and displayed its Zweig source well to the fore, no one liked it except the Russians, whose gloomy national temperament it perhaps suited.